# Esporte Clube Noroeste
L'Esporte Clube Noroeste, noto anche semplicemente come Noroeste, è una società calcistica brasiliana con sede nella città di Bauru, nello stato di San Paolo.

## Storia
Fondato il 1º settembre 1910 con il nome di Sport Club Noroeste, il primo presidente fu Carlos Gomes Nogueira. La società iniziò a partecipare al Campeonato Paulista do Interior, torneo che vinse per la prima volta nel 1943, sconfiggendo il Guarani di Campinas nell'incontro decisivo. Nel 1948 il Noroeste divenne un club professionistico, disputando la Série A2 del Paulistão. Nel 1954 partecipò, per la prima volta nella sua storia, alla massima serie del Campionato Paulista, grazie alla vittoria in seconda divisione ottenuta l'anno precedente. I risultati nel livello più alto del calcio dello Stato furono altalenanti, e nel 1960 raggiunsero il proprio picco: il quinto posto nel Paulistão fu raggiunto grazie a 17 vittorie, 6 pareggi e 11 sconfitte. Nel 1964 il club disputò il suo primo incontro al di fuori dei confini nazionali, affrontando tre compagini boliviane a Cochabamba. Il Noroeste disputò il suo unico campionato nel Brasileirão nel 1978. In quella stagione, la squadra dalla maglia rossa prese parte a 23 gare, vincendone nove, perdendone altrettante e pareggiandone 5. La squadra fu particolarmente rinforzata dall'arrivo di Jairzinho, campione del mondo a Messico 1970. Successivamente, il Noroeste visse un periodo di alterne fortune, facendo la spola tra Série A2 e Série A3 del campionato statale, fino a lasciare la prima divisione nel 1993. Nel 2005, grazie alla vittoria in A2, tornò in Série A1.

## Palmarès

### Competizioni statali
- Campeonato Paulista Série A2: 3

1953, 1970, 1984
- Campeonato Paulista Série A3: 2

1995, 2022
- Copa Paulista: 2

2005, 2012